# Otín (Jindřichův Hradec)
Otín (deutsch Ottenschlag) ist ein Ortsteil der Stadt Jindřichův Hradec in Tschechien. Er liegt drei Kilometer südöstlich des Stadtzentrums von Jindřichův Hradec und gehört zum  Okres Jindřichův Hradec. Der Ort ist als ein Doppelreihendorf angelegt.

## Geographie
Otín erstreckt sich am westlichen Fuße des Vraní kopec (528 m) und Korunní kopec (Kronberg, 529 m) entlang des Baches Řečička. Südlich erhebt sich der Lískovec (Neuwirth, 561 m). Im Südosten liegt der Otínský rybník (Scholloteich).
Nachbarorte sind Jindřiš im Nordosten, Blažejov (Blauenschlag) und Hospříz (Köpferschlag) im Osten, Na Šejbě im Südosten, Hrutkov, Horní Pěna (Oberbaumgarten) und Dolní Pěna (Niederbaumgarten) im Süden, Horní Žďár (Obermühl) im Südwesten sowie Jindřichův Hradec im Nordwesten.

## Geschichte

Ansicht von Ottenschlag

Ottenschlag wurde im Jahre 1285 erstmals urkundlich erwähnt. Die Anlage von Ottenschlag und die bis 1945 gesprochene Ui-Mundart (nordbairisch) mit ihren speziellen bairischen Kennwörtern, weist auf eine Besiedlung durch bairische deutsche Stämme aus dem oberpfälzischen Raum hin, wie sie nach 1050, aber vor allem im 12/13. Jahrhundert erfolgte. Wegen der geringen Gemeindeeinnahmen mussten die Einwohner Sonderleistung erbringen um öffentliche Ämter innerhalb des Ortes zu erhalten, So zum Beispiel der Nachtwächter oder der Glockenläuter. Die Ortschaft gehörte stets zur Herrschaft Neuhaus. Die Matriken werden seit 1705 bei Neuhaus geführt. Die Einwohner von Ottenschlag lebten von der Forst-, Vieh- und Landwirtschaft. Neben der Landwirtschaft gab noch  Kleingewerbe, eine Molkereigenossenschaft und eine Ziegelfabrik.
Nach dem Ersten Weltkrieg, 1914–1918, beanspruchte die Tschechoslowakei, die deutschsprachigen Gebiete Böhmens, Mährens und Schlesiens für sich, die seit Ende 1918 als Deutschösterreich galten. Der Vertrag von St. Germain sprach die strittigen Territorien gegen den Willen der dortigen deutschen Bevölkerung der Tschechoslowakei zu. Damit fiel Ottenschlag, dessen Bewohner 1910 zu 72 % zur deutschen Sprachgruppe zählten, an den neuen Staat. Maßnahmen folgten wie die Bodenreform und die Sprachenverordnung. Nach dem Münchner Abkommen  wurde Ottenschlag am 1. Oktober 1938 ein Teil des deutschen Reichsgaus Niederdonau.
Im Zweiten Weltkrieg hatte der Ort 30 Opfer zu beklagen. Nach dessen Ende  hatten die Siegermächte  der Forderung der ČSR-Regierung Beneš entsprochen und die im Münchener Abkommen  an Deutschland übertragenen Territorien,  wieder der Tschechoslowakei zugeordnet. Am 30. Mai 1945 wurde Ottenschlag, system- und zeitgleich wie die umliegenden Orte, von ortsfremden militanten Tschechen besetzt. Sie nahmen  einige Geiseln und vertrieben die deutschen Einwohner über die Grenze nach Österreich. Eine Frau starb an den Folgen von Misshandlungen und ein Mann wurde erschossen. Das Vermögen der deutschen Ortsbewohner wurde durch das Beneš-Dekret 108 konfisziert und die katholische Kirche in der kommunistischen Ära enteignet.
Im Jahre 2001 bestand das Dorf aus 145 Wohnhäusern, in denen 1191 Menschen lebten.

## Ortsgliederung
Otín besteht aus den Grundsiedlungseinheiten Jitka und Otín.
Der Ortsteil bildet einen Katastralbezirk.

## Siegel und Wappen
Im Jahre 1654 erhielt Ottenschlag ein Gemeindesiegel. Es zeigte, wie zahlreiche andere Dörfer der Umgebung die alle ein Siegel von Grafen Slawata erhielten, einen aufrechtstehenden Bären, der in seinen Vorderpranken ein Schild hält. Auf dem Schild war ein mit Adlerflügeln besteckter Helm und darüber ein Blütenkranz abgebildet.

## Bevölkerungsentwicklung bis 1930
| Volkszählung | Einwohner gesamt | Volkszugehörigkeit der Einwohner | Volkszugehörigkeit der Einwohner | Volkszugehörigkeit der Einwohner |
| Jahr         | Einwohner gesamt | Deutsche                         | Tschechen                        | Andere                           |
| ------------ | ---------------- | -------------------------------- | -------------------------------- | -------------------------------- |
| 1880         | 512              | 480                              | 32                               | 0                                |
| 1890         | 468              | 408                              | 60                               | 0                                |
| 1900         | 538              | 428                              | 110                              | 0                                |
| 1910         | 585              | 418                              | 167                              | 0                                |
| 1921         | 449              | 337                              | 103                              | 9                                |
| 1930         | 489              | 353                              | 131                              | 5                                |
| 1991         | 693              |                                  |                                  |                                  |
| 2001         | 1191             |                                  |                                  |                                  |

## Sehenswürdigkeiten
- Kapelle hl. Anna (1760), erweitert 1900, 1945  verwüstet
- Wegsäule 1637 an der Straße nach Jindřichův Hradec
- Wegsäule (1653) auf der anderen Seite der Straße nach Jindřichův Hradec
- Wegsäule (1697)

## Persönlichkeiten
- Gustav Böhm (* 22. Juni 1885 in Ottenschlag), Kunstsachverständiger, ausgezeichnet mit dem Goldenen Lorbeer des Wiener Künstlerhauses

## Quelle
- Felix Bornemann: Kunst und Kunsthandwerk in Südmähren. Südmährischer Landschaftsrat, Geislingen/Steige 1990, ISBN 3-927498-13-0, S. 29.
- Bruno Kaukal: Die Wappen und Siegel der südmährischen Gemeinden. In den Heimatkreisen Neubistritz, Zlabings, Nikolsburg und Znaim. Südmährischer Landschaftsrat, Geislingen/Steige 1992, ISBN 3-927498-16-5, S. 177.
- Alfred Schickel, Gerald Frodl: Geschichte Südmährens. Band 3: Die Geschichte der deutschen Südmährer von 1945 bis zur Gegenwart. Südmährischer Landschaftsrat, Geislingen an der Steige 2001, ISBN 3-927498-27-0, S. 355 f. (Ottenschlag).
- Gerald Frodl, Walfried Blaschka: Der Kreis Neubistritz (Südböhmen) und das Zlabingser Ländchen von A bis Z. Südmährischer Landschaftsrat, Geislingen/Steige 2008, S. 110.